# Ovatomyzus boraginacearum
Ovatomyzus boraginacearum är en insektsart. Ovatomyzus boraginacearum ingår i släktet Ovatomyzus och familjen långrörsbladlöss. Inga underarter finns listade i Catalogue of Life.